# Freak Out: Extreme Freeride
Freak Out: Białe szaleństwo (ang. Freak Out: Extreme Freeride) – komputerowa gra sportowa stworzona przez szwedzkie studio ColdWood Interactive i wydana przez JoWood Entertainment na platformy Microsoft Windows, PlayStation 2 oraz PlayStation Portable. Premiera miała miejsce 30 marca 2007 roku.
Gra została wydana ponownie na platformie Steam 13 stycznia 2015 roku.

## Rozgrywka
Freak Out białe szaleństwo daje kontrolę nad sześcioma grywalnymi narciarzami. Każdy z nich posiada swoje specjalne umiejętności i triki. Zadaniem gracza jest pomyślne zjechanie w dół zaśnieżonej góry wykonując przy tym różnorakie wyzwania, od zebrania wystarczającej liczby znajdziek po zdobycie określonej liczy punktów.

## Muzyka
Ścieżka dźwiękowa gry składa się z 15 utworów autorstwa zespołów: 3 Feet Smaller, Alien 101, Jellybeat, Point Leonard, Malawi Rocks Featuring Simon oraz Alone And Accoustic.